# 六盤水駅
六盤水駅（ろくばんすいえき）は中華人民共和国貴州省六盤水市鐘山区に位置する中国国鉄成都鉄路局が管轄する駅である。

## 所属路線
- 中国国鉄
  - 滬昆線：（元貴昆線）貴陽駅より249km、昆明駅まで390km
  - 内昆線：内江駅起点より525km、昆明駅終点まで滬昆線と共用
  - 水紅線：本駅が起点、紅果駅終点まで166km

## 駅構造
- 単式ホーム1面、島式ホーム1面の地上駅である。8本の線路があり、2個の待合室がある。

## 利用状況
各種別を含め2010年3月現在、毎日47本の旅客列車が発着する。滬昆線と内昆線の交わる駅であり、主要な列車は昆明発着の北京、上海を含む華東と華中方面との列車である。川南（四川省南部）から広東への列車も本駅を経由する。従って本駅から中国全国の大部分の都市へ行く事が出来る。

## 方向転換
内昆線と滬昆線が合流する梅花山駅には両線の間を結ぶ連絡線が無い。その為に両線を直通する列車は六盤水駅で方向を転換する。その例としては昆明から内江を経由して重慶や成都を結ぶ列車がある。

## 歴史
- 1966年 - 貴昆線の開通に伴い開業した[3]。
- 1988年 - 水城西駅から六盤水駅に改名した。

## 隣の駅
中国国鉄
滬昆線（貴昆線）
水城駅 - 六盤水駅 - 馬嘎駅
内昆線
馬嘎駅 - 六盤水駅
水紅線
六盤水駅 - 曹家湾駅